# Avoine (Orne)
Avoine és un municipi francès situat al departament de l'Orne i a la regió de Normandia. L'any 2007 tenia 245 habitants.

## Demografia

### Població
El 2007 la població de fet d'Avoine era de 245 persones. Hi havia 96 famílies de les quals 24 eren unipersonals (16 homes vivint sols i 8 dones vivint soles), 36 parelles sense fills, 32 parelles amb fills i 4 famílies monoparentals amb fills.
La població ha evolucionat segons el següent gràfic:
Habitants censats

### Habitatges
El 2007 hi havia 119 habitatges, 101 eren l'habitatge principal de la família, 12 eren segones residències i 6 estaven desocupats. 112 eren cases i 6 eren apartaments. Dels 101 habitatges principals, 79 estaven ocupats pels seus propietaris, 17 estaven llogats i ocupats pels llogaters i 5 estaven cedits a títol gratuït; 1 tenia una cambra, 7 en tenien dues, 8 en tenien tres, 25 en tenien quatre i 60 en tenien cinc o més. 76 habitatges disposaven pel capbaix d'una plaça de pàrquing. A 44 habitatges hi havia un automòbil i a 50 n'hi havia dos o més.

### Piràmide de població
La piràmide de població per edats i sexe el 2009 era:
| Homes | Edats   | Dones |
| ----- | ------- | ----- |
| 0     | 95 o +  | 0     |
| 0     | 90 a 94 | 0     |
| 4     | 85 a 89 | 4     |
| 0     | 80 a 84 | 4     |
| 4     | 75 a 79 | 8     |
| 0     | 70 a 74 | 0     |
| 8     | 65 a 69 | 4     |
| 4     | 60 a 64 | 8     |
| 4     | 55 a 59 | 16    |
| 16    | 50 a 54 | 12    |
| 12    | 45 a 49 | 8     |
| 20    | 40 a 44 | 16    |
| 12    | 35 a 39 | 4     |
| 0     | 30 a 34 | 0     |
| 4     | 25 a 29 | 4     |
| 12    | 20 a 24 | 4     |
| 8     | 15 a 19 | 8     |
| 16    | 10 a 14 | 4     |
| 0     | 5 a 9   | 0     |
| 0     | 0 a 4   | 0     |

## Economia
El 2007 la població en edat de treballar era de 162 persones, 133 eren actives i 29 eren inactives. De les 133 persones actives 126 estaven ocupades (69 homes i 57 dones) i 7 estaven aturades (4 homes i 3 dones). De les 29 persones inactives 11 estaven jubilades, 12 estaven estudiant i 6 estaven classificades com a «altres inactius».

### Ingressos
El 2009 a Avoine hi havia 102 unitats fiscals que integraven 245 persones, la mediana anual d'ingressos fiscals per persona era de 16.585 €.

### Activitats econòmiques
Dels 8 establiments que hi havia el 2007, 1 era d'una empresa extractiva, 1 d'una empresa de fabricació d'altres productes industrials, 3 d'empreses immobiliàries, 1 d'una empresa de serveis i 2 d'entitats de l'administració pública.
L'any 2000 a Avoine hi havia 15 explotacions agrícoles que ocupaven un total de 715 hectàrees.

## Poblacions més properes
El següent diagrama mostra les poblacions més properes.